# زیارت (کاهتا)
زیارت (به ترکی استانبولی: Ziyaret) (به کردی: Puşi) یک منطقهٔ مسکونی کردنشین در ترکیه است که در کاهتا واقع شده‌است.